# Eileen Atkins
Pour les articles homonymes, voir Atkins.
Dame Eileen June Atkins est une actrice et scénariste anglaise, née le 16 juin 1934 à Londres, en Angleterre. Elle est une des figures très respectées au théâtre, du cinéma et de la télévision en Grande-Bretagne, à l'instar de Maggie Smith ou de Judi Dench.
En 1990, elle est nommée commandeur de l'ordre de l'Empire britannique en 1990, puis, en 2001, dame commandeur de l'ordre de l'Empire britannique.

## Biographie
Eileen Atkins naît le 16 juin 1934 dans le quartier de Lower Clapton du borough londonien de Hackney au Grand Londres, en Angleterre.
En 1952, elle commence sa carrière d'actrice au Guild Players Repertory Company à Bangor, dans le comté de Down en Irlande du Nord : elle apparaît dans le rôle d'infirmière dans la pièce Harvey au Repertory Theatre.
En 1953, elle incarne une gardienne dans la pièce Peines d'amour perdues (Love's Labour's Lost) de William Shakespeare au Regent's Park Open Air Theatre. Même année, à Londres, elle change de personnage : elle devient la paysanne Jacquinette (Jaquenetta) dans la mise en scène Peines d'amour perdues de Robert Atkins à l'Open Air Theatre in Regent's Park.
En 1956, elle apparaît à la télévision : elle est Maggie Clayhanger dans les six épisodes de la série Hilda Lessways, aux côtés de Judi Dench et Brian Smith.
En 1971, avec Jean Marsh, elle crée la série Maîtres et Valets (Upstairs Downstairs) dont elle poursuivra l'écriture jusqu'en 1975. Elle la reprendra pour la suite, entre 2010 et 2012 ; elle y joue Maud dans trois épisodes.
En 2001, elle interprète la cuisinière, madame Croft, dans la comédie dramatique à énigme Gosford Park de Robert Altman.
En 2002, elle endosse les costumes de la reine Mary pour le téléfilm Bertie and Elizabeth de Giles Foster.
En 2009, elle enfile la blouse de l'infirmière Edwina Kenchington dans la série Psychoville, jusqu'en 2011.
En 2011, elle joue Ruth Ellingham, l'ancienne psychiatre judiciaire à la retraite, une des tantes du docteur Martin Ellingham, dans la série Doc Martin.
En 2016, elle retrouve le rôle de la reine Mary pour la série The Crown.

## Filmographie

### En tant qu'actrice

#### Cinéma

##### Longs métrages
- 1968 : Inadmissible Evidence d'Anthony Page : Shirley
- 1975 : Evil Baby (I Don't Want to Be Born) de Peter Sasdy : sœur Albana
- 1977 : Raku Fire de Ronald Weyman
- 1977 : Equus de Sidney Lumet : Hesther Saloman
- 1983 : L'Habilleur (The Dresser) de Peter Yates : Madge
- 1991 : L'Âge de vivre (Let Him Have It) de Peter Medak : Lillian Bentley
- 1994 : Wolf de Mike Nichols : Mary
- 1995 : Jack et Sarah (Jack and Sarah) de Tim Sullivan : Phil
- 1998 : Chapeau melon et bottes de cuir (The Avengers) de Jeremiah S. Chechik : Alice
- 1999 : Women Talking Dirty de Coky Giedroyc : Emily Boyle
- 2001 : Gosford Park de Robert Altman : Madame Croft
- 2002 : The Hours de David Hare : Barbara
- 2003 : Ce dont rêvent les filles (What a Girl Wants) de Dennie Gordon : Jocelyn Dashwood
- 2003 : A Long Weekend in Pest and Buda (Egy hét Pesten és Budán) de Károly Makk : Amanda
- 2003 : Retour à Cold Mountain (Cold Mountain) d'Anthony Minghella : Maddy
- 2004 : Vanity Fair : La Foire aux vanités (Vanity Fair) de Mira Nair : Miss Matilda Crawley
- 2004 : The Queen of Sheba's Pearls de Colin Nutley : la maîtresse d'école
- 2005 : La fiesta del Chivo de Luis Llosa : Tante Adelina
- 2006 : Demande à la poussière (Ask the Dust) de Robert Towne : Madame Hargraves
- 2006 : Amour et Conséquences (Scenes of a Sexual Nature) d'Ed Blum : Iris
- 2007 : Le Temps d'un été (Evening) de Lajos Koltai : Madame Brown
- 2008 : Last Chance for Love de Joel Hopkins : Maggie Walker
- 2010 : Petits Meurtres à l'anglaise (Wild Target) de Jonathan Lynn : Louisa Maynard
- 2010 : Robin des Bois (Robin Hood) de Ridley Scott : Aliénor d'Aquitaine
- 2012 : The Scapegoat de Charles Sturridge : Lady Spence
- 2013 : Sublimes Créatures (Beautiful Creatures) de Richard LaGravenese : Gramma
- 2014 : Magic in the Moonlight de Woody Allen : la tante Vanessa
- 2014 : Suite française de Saul Dibb : Denise Epstein
- 2016 : ChickLit de Tony Britten : Peggy Law
- 2017 : Carnage: Swallowing the Past de Simon Amstell : Dorothy
- 2017 : Paddington 2 de Paul King : Mme Kozlova
- 2023 : Scandaleusement vôtre de Thea Sharrock : Mabel

##### Court métrage
- 2010 : Tell Me de Kate D. Lewis : Dorothy

#### Télévision

##### Téléfilms
- 1966 : Major Barbara de John Frankau : Barbara Undershaft
- 1974 : La Dame de la mer (The Lady from the Sea) de Basil Coleman : Ellida Wangel
- 1974 : The Lady's Not for Burning de Joseph Hardy : Jennet Jourdemayne
- 1982 : Oliver Twist de Clive Donner : Mlle Mann
- 1983 : Nelly's Version de Maurice Hatton : Nelly
- 1985 : Titus Andronicus de Jane Howell : Reine Tamora
- 1985 : The Children's Rebellion de[Qui ?] : Kitty Higdon
- 1985 : A Better Class of Person de Frank Cvitanovich : Nellie Osborne
- 1987 : Les Hasards de l'amour (A Hazard of Hearts) de John Hough : la femme de ménage
- 1987 : Vacances romaines (Roman Holiday) de Noel Nosseck : la comtesse
- 1991 : A Room of One's Own de Patrick Garland : Virginia Woolf
- 1991 : Le Langage perdu des grues (The Lost Language of Cranes de Nigel Finch : Rose Benjamin
- 1995 : La Ferme du mauvais sort (Cold Comfort Farm) de John Schlesinger : Judith Starkadder
- 2000 : Madame Bovary de Tim Fywell : Marie Louise
- 2000 : David Copperfield de Peter Medak : Mlle Jane Murdstone
- 2001 : Bel Esprit (Wit) de Mike Nichols : Evelyn « E. M. » Ashford
- 2002 : Bertie and Elizabeth de Giles Foster : la reine Mary
- 2002 : The Lives of Animals d'Alex Harvey
- 2003 : Love Again de Susanna White : Eva Larkin
- 2007 : L'École de tous les talents (Ballet Shoes) de Sandra Goldbacher : Mme Fidolia

##### Séries télévisées
- 1959 : Hilda Lessways : Maggie Clayhanger (6 épisodes)
- 1960 : An Age of Kings : Jeanne d'Arc (mini-série, 3 épisodes)
- 1961 : Emergency-Ward 10 : Ariadna Spinks (2 épisodes)
- 1964 : Z-Cars : Grace Patchett (saison 3, épisode 22 : A Stroll Along the Sands)
- 1964 : The Massingham Affair : Charlotte Verney (6 épisodes)
- 1965 : Les Ruelles du malheur (Knock on Any Door) : Ruth (saison 1, épisode 5 : Close Season)
- 1966 : Five More : la fille (saison 1, épisode 2 : Are You There?)
- 1968 : Theatre 625 : Eileen (saison 5, épisode 18 : Party Games)
- 1968 : Half Hour Story : elle (saison 3, épisode 5 : Nothing's Ever Over)
- 1968 : The Sex Game : Liz (épisode : Women Can Be Monsters)
- 1969 : W. Somerset Maugham : Leslie Crosbie (saison 1, épisode 4 : The Letter)
- 1970 : Solo : Mary Kingsley (saison 1, épisode 7 : Eileen Atkins as Mary Kingsley)
- 1970 : W. Somerset Maugham : Olive Hardy (saison 2, épisode 6 : Olive)
- 1971 : Play for Today : la femme (épisode : Playmates)
- 1972 : Stage 2 : la duchesse d'Amalfi (épisode : La Duchesse d'Amalfi)
- 1973-1974 : Jackanory : la conteuse (9 épisodes)
- 1974 : Omnibus : Jean Rhys (documentaire, saison 8, épisode 6 : The Jean Rhys Woman)
- 1975 : Affairs of the Heart : Kate Cookham (saison 2, épisode 1 : Kate)
- 1981 : Amants et Fils (Sons and Lovers) : Gertrude Morel (mini-série, 7 épisodes)
- 1982 : Les Gens de Smiley (en) (Smiley's People) : Madame Ostrakova (mini-série, 4 épisodes)
- 1983 : Shades of Darkness : Mlle Rutledge (saison 1, épisode 7 : Bewitched)
- 1985 : Screen Two : Kitty Higdon (saison 1, épisode 8 : The Burston Rebellion)
- 1986 : Breaking Up : Mlle Mailer (4 épisodes)
- 1987 : Screen Two : Helen Marriner (saison 4, épisode 1 : The Vision)
- 1990 : Les Cadavres exquis de Patricia Highsmith (Chillers) : Mlle Waggoner (saison 1, épisode 10 : The Stuff of Madness)
- 1993 : Performance : May Maitland (saison 3, épisode 2 : The Maitlands)
- 1997 : A Dance to the Music of Time : Brightman (mini-série, saison 1, épisode 4 : Post War)
- 1998 : Talking Heads 2 : Celia (mini-série, saison 1, épisode 2 : The Hand of God)
- 2000 : Tales from the Madhouse : La femme en deuil (mini-série, saison 1, épisode 7 : The Mourner)
- 2000 : The Sleeper : Violet Moon (mini-série, 2 épisodes)
- 2007 : Miss Marple : lady Tressilian (saison 3, épisode 3 : Towards Zero)
- 2007 : Meurtres en sommeil (Waking the Dead) : Abigail Dusniak (2 épisodes)
- 2007 : Cranford : Miss Deborah Jenkyns (2 épisodes)
- 2009-2011 : Psychoville : l'infirmière Edwina Kenchington (8 épisodes)
- 2010 : Hercule Poirot : la princesse Dragomiroff (saison 12, épisode 3 : Murder on the Orient Express)
- 2010 : This September : Violet Aird (2 épisodes)
- 2010 : Maîtres et Valets (Upstairs Downstairs) : Maud (3 épisodes)
- 2011-2019 : Doc Martin : Ruth Ellingham (39 épisodes)
- 2014 : This Is Jinsy : Miss Penny (saison 2, épisode 4 : Penny's Pendant)
- 2015 : Valentine's Kiss : Catherine Maier (mini-série, 2 épisodes)
- 2016 : Vicious : Rosemary (saison 2, épisode 7 : The Finale
- 2016 : The Crown : la reine Mary (5 épisodes)

### En tant que scénariste

#### Cinéma
- 1997 : Mrs Dalloway de Marleen Gorris
- 2018 : Vita and Virginia de Chanya Button

#### Télévision
- 1972-1975 : Maîtres et Valets (Upstairs Downstairs) (8 épisodes)
- 1991-1994 : The House of Eliott (34 épisodes)
- 2010-2012 : Maîtres et Valets (Upstairs Downstairs) (9 épisodes)

## Voix françaises
- Cathy Cerdà dans (les séries télévisées) :
  - Valentine's Kiss (mini-série)
  - The Crown

Et aussi
- Frédérique Cantrel dans Gosford Park
- Liliane Patrick dans Le Temps d'un été
- Perrette Pradier dans Last Chance for Love
- Nita Klein dans Robin des Bois
- Monique Martial dans Petits Meurtres à l'anglaise
- Lucienne Troka dans Magic in the Moonlight
- Annie Le Youdec dans Sublimes Créatures
- Françoise Pavy dans Scandaleusement vôtre